# Sougé (Loir-et-Cher)
Pour les articles homonymes, voir Sougé.
Sougé est une commune française située dans le département de Loir-et-Cher, en région Centre-Val de Loire.
Localisée au nord du département, la commune fait partie de la petite région agricole « les Vallée et Coteaux du Loir », bordée au nord par un coteau raide et au sud par les coteaux en pente douce.
L'occupation des sols est marquée par l'importance des espaces agricoles et naturels qui occupent la quasi-totalité du territoire communal. Un espace naturel d'intérêt est présent sur la commune : une zone naturelle d'intérêt écologique, faunistique et floristique (ZNIEFF). En 2010, l'orientation technico-économique de l'agriculture sur la commune est la culture des céréales et des oléoprotéagineux. À l'instar du département qui a vu disparaître le quart de ses exploitations en dix ans, le nombre d'exploitations agricoles a fortement diminué, passant de 35 en 1988, à 22 en 2000, puis à 13 en 2010.
Ses habitants peuvent être appelés Sougéens ou Sougeois. Les deux termes peuvent être utilisés.

## Géographie

### Localisation et communes limitrophes
La commune de Sougé se trouve au nord du département de Loir-et-Cher, dans la petite région agricole des Vallée et Coteaux du Loir,. À vol d'oiseau, elle se situe à 49,1 km  de Blois, préfecture du département, à 25,3 km de Vendôme, sous-préfecture, et à 13,4 km de Savigny-sur-Braye, chef-lieu du canton du Perche dont dépend la commune depuis 2015. La commune fait en outre partie du bassin de vie de Saint-Calais.
Les communes les plus proches sont :
Artins (3 km), Lavenay (3,1 km)(72), Couture-sur-Loir (3,8 km), Les Essarts (4 km), Saint-Jacques-des-Guérets (4,6 km), La Chapelle-Gaugain (4,9 km)(72), Bonneveau (5 km), Troo (5 km) et Poncé-sur-le-Loir (5,6 km) (72).
Sougé est un village loir-et-chérien de 480 habitants, niché au cœur de la vallée du Loir et de la vallée de la Braye. La commune de Sougé est située à 12 km à l'ouest de Montoire, chef-lieu de canton, et à 32 km de la sous-préfecture Vendôme. Elle est à peu près équidistante des villes de Blois, Tours et Le Mans et n'en est éloignée que de 57 km. Le village de Sougé est à 200 km de Paris et jouxte ceux de Pont de Braye, Artins, Trôo, et de Couture-sur-Loir. Le village de Couture où naquit, le 10 septembre 1524, Pierre de Ronsard au château de la Possonnière sous le règne de François Ier. Sougé est d'une part, à 5,9 km de Poncé-sur-le-Loir, où se trouve un château du XVIe siècle qui fait face à un très beau centre artisanal où l'on fabrique, depuis le XVIIe siècle, des objets en poterie et en verre soufflé, et, d'autre part, à 5,5 km de Trôo, fameux village pour ses grottes troglodytiques, sa maladrerie Sainte-Catherine du XIIe siècle, le puits qui parle et sa grotte pétrifiante où le visiteur peut s'émerveiller devant le lent travail des eaux calcaires. Le bourg de Sougé s'étend sur une partie du coteau.

### Communes avoisinantes
Les communes proches de Sougé :
- Poncé-sur-le-Loir (Sarthe)
- Couture-sur-Loir
- Trôo
- Artins
- Montoire-sur-le-Loir
- Ternay
- Savigny-sur-Braye
- Lavenay (Sarthe)

### Lieux-dits et hameaux
Les Roches, la roche Vermand, l'Arable, les Aunaies, la Fosse, la Guillocherie, la Godiniere, la Herserie, le Marais, Neuilly, les Noues, Villemisson, le Vau, Villée.

### Hydrographie
La Braye et le Loir arrosent la commune de Sougé ; et il se trouve à Sougé un lavoir, une fontaine, des ruisseaux et des plans d'eau.

### Relief
Le village de Sougé se situe dans la vallée du Loir ; et la commune de Sougé s'étend sur la vallée du Loir et sur la vallée de la Braye.

### Climat
Pour des articles plus généraux, voir Climat du Centre-Val de Loire et Climat de Loir-et-Cher.
En 2010, le climat de la commune est de type climat océanique dégradé des plaines du Centre et du Nord, selon une étude du CNRS s'appuyant sur une série de données couvrant la période 1971-2000. En 2020, Météo-France publie une typologie des climats de la France métropolitaine dans laquelle la commune est exposée à un climat océanique altéré et est dans la région climatique Moyenne vallée de la Loire, caractérisée par une bonne insolation (1 850 h/an) et un été peu pluvieux.
Pour la période 1971-2000, la température annuelle moyenne est de 10,9 °C, avec une amplitude thermique annuelle de 14,3 °C. Le cumul annuel moyen de précipitations est de 736 mm, avec 12,2 jours de précipitations en janvier et 7 jours en juillet. Pour la période 1991-2020, la température moyenne annuelle observée sur la station météorologique de Météo-France la plus proche, sur la commune de Saint-Laurent-en-Gâtines à 21 km à vol d'oiseau, est de 11,6 °C et le cumul annuel moyen de précipitations est de 769,1 mm,. Pour l'avenir, les paramètres climatiques de la commune estimés pour 2050 selon différents scénarios d'émission de gaz à effet de serre sont consultables sur un site dédié publié par Météo-France en novembre 2022.

### Milieux naturels et biodiversité

#### Zones naturelles d'intérêt écologique, faunistique et floristique
L'inventaire des zones naturelles d'intérêt écologique, faunistique et floristique (ZNIEFF) a pour objectif de réaliser une couverture des zones les plus intéressantes sur le plan écologique, essentiellement dans la perspective d'améliorer la connaissance du patrimoine naturel national et de fournir aux différents décideurs un outil d'aide à la prise en compte de l'environnement dans l'aménagement du territoire. Le territoire communal de Sougé comprend une ZNIEFF :
la « Vallée du Loir de Pont-de-Braye à Bazouges-sur-Loir » (15 797,02 ha).

## Urbanisme

### Typologie
Au 1er janvier 2024, Sougé est catégorisée commune rurale à habitat dispersé, selon la nouvelle grille communale de densité à sept niveaux définie par l'Insee en 2022.
Elle est située hors unité urbaine. Par ailleurs la commune fait partie de l'aire d'attraction de Montoire-sur-le-Loir, dont elle est une commune de la couronne,. Cette aire, qui regroupe 11 communes, est catégorisée dans les aires de moins de 50 000 habitants,.

### Occupation des sols
L'occupation des sols est marquée par l'importance des espaces agricoles et naturels (96,8 %). La répartition détaillée ressortant de la base de données européenne d'occupation biophysique des sols Corine Land Cover millésimée 2012 est la suivante :
- terres arables (11,6 %),
- cultures permanentes (0,6 %),
- zones agricoles hétérogènes (15,4 %),
- prairies (3,5 %),
- forêts (65,2 %),
- milieux à végétation arbustive ou herbacée (0,7 %),
- zones urbanisées (1 %),
- espaces verts artificialisés non agricoles (0,5 %),
- zones industrielles et commerciales et réseaux de communication (1,7 %),
- eaux continentales (0,5 %)[19].

### Planification
La loi SRU du 13 décembre 2000 a incité fortement les communes à se regrouper au sein d'un établissement public, pour déterminer les partis d'aménagement de l'espace au sein d'un SCoT, un document essentiel d'orientation stratégique des politiques publiques à une grande échelle. La commune est dans le territoire du SCOT des Territoires du Grand Vendômois, approuvé en 2006 et dont la révision a été prescrite en 2017, pour tenir compte de l'élargissement de périmètre,.
En matière de planification, la commune disposait en 2017 d'un plan local d'urbanisme approuvé.

### Habitat et logement
Le tableau ci-dessous présente la typologie des logements à Sougé en 2016 en comparaison avec celle du Loir-et-Cher et de la France entière. Une caractéristique marquante du parc de logements est ainsi une proportion de résidences secondaires et logements occasionnels (27,3 %) supérieure à celle du département (18 %) et à celle de la France entière (9,6 %). Concernant le statut d'occupation de ces logements, 82,9 % des habitants de la commune sont propriétaires de leur logement (85,3 % en 2011), contre 68,1 % pour le Loir-et-Cher et 57,6 pour la France entière.
|                                                         | Sougé | Loir-et-Cher | France entière |
| ------------------------------------------------------- | ----- | ------------ | -------------- |
| Résidences principales (en %)                           | 67,7  | 74,5         | 82,3           |
| Résidences secondaires et logements occasionnels (en %) | 27,3  | 18           | 9,6            |
| Logements vacants (en %)                                | 5,0   | 7,5          | 8,1            |

### Risques majeurs
Le territoire communal de Sougé est vulnérable à différents aléas naturels : inondations (par débordement du Loir ou de la Braye ou par ruissellement), climatiques (hiver exceptionnel ou canicule), mouvements de terrains ou sismique (sismicité très faible),.

#### Risques naturels

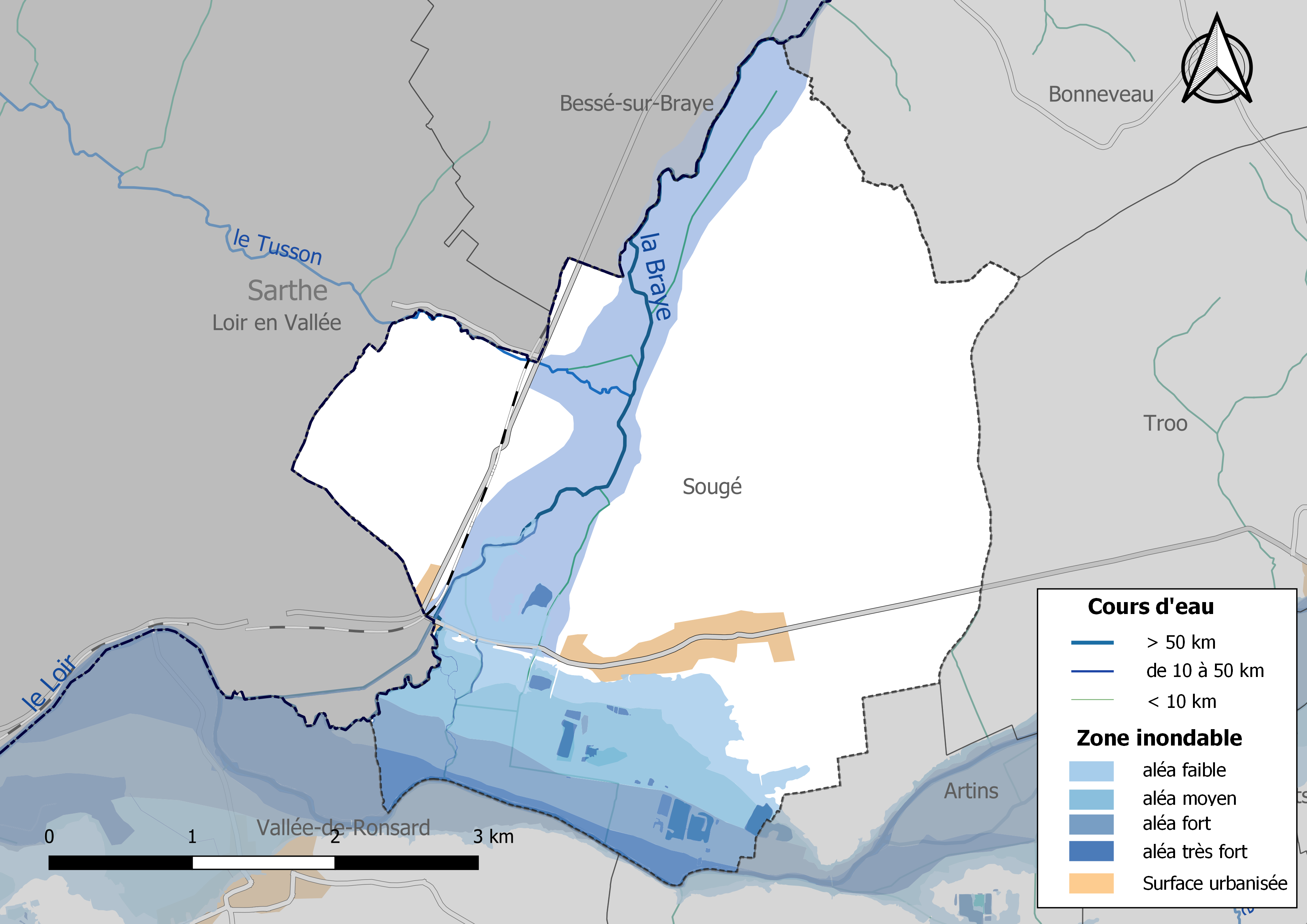
Zones inondables de la commune de Sougé.

Les mouvements de terrains susceptibles de se produire sur la commune sont soit liés au retrait-gonflement des argiles, soit des chutes de blocs, soit des glissements de terrains, soit des effondrements liés à des cavités souterraines. Le phénomène de retrait-gonflement des argiles est la conséquence d'un changement d'humidité des sols argileux. Les argiles sont capables de fixer l'eau disponible mais aussi de la perdre en se rétractant en cas de sécheresse. Ce phénomène peut provoquer des dégâts très importants sur les constructions (fissures, déformations des ouvertures) pouvant rendre inhabitables certains locaux. La carte de zonage de cet aléa peut être consultée sur le site de l'observatoire national des risques naturels Georisques. Une autre carte permet de prendre connaissance des cavités souterraines localisées sur la commune.
L'inventaire des crues historiques en France établi par Maurice Campion en 1864 ne mentionne pas la Braye. L'atlas des zones inondables de la Braye élaboré en mai 2007 s'est donc appuyé sur les relevés hydrométriques existants depuis la mise en place d'échelles de crues. Le débit de la crue de référence varie ainsi entre 140 et 320 m3/s selon les sections.

## Histoire
Les Romains qui n'aimaient pas les contrées percées de souterrains. Ils laissèrent Trôo pour établir à Sougé leur camp retranché, nommé depuis Camp de César dans le pays. À cette époque, Sougé avait une relative importance en raison du camp et d'une voie romaine qui traversait alors la plaine.
Sous l'Ancien Régime, Sougé était morcelé en un système complexe de fiefs.
Une partie des fiefs devenus aujourd'hui des lieux-dits appartenaient au seigneur des Roches de Sougé.
Au XIXe siècle, l'économie de Sougé comptait des vignobles et un élevage de chevaux.
Du Moyen Âge jusqu'à la fin du XIXe siècle, il y eut une foire aux ânes à Sougé connue de toute la France.

### Évangélisation
On présume que saint Quentin, s'est arrêté à Sougé le temps d'y annoncer la Bonne Nouvelle.

Saint Quentin qui aura un destin de martyr puisqu'il mourra décapité après avoir été supplicié en Vermandois, précisément à Augusta, le 31 octobre 287 sur ordre du préfet du prétoire Rictius Varus.

### Le nom
Sougé a jadis été nommé Silviacus (IIIe et VIIIe siècles), puis Selgiacus (XIe siècle), Sugeium en 1216 sous le règne de Philippe II Auguste, Sougeium (XIIIe siècle), paroisse des roches de Sougé en 1595 sous le règne de Henri IV, Sougé-sur-Loir en 1675 sous le règne de Louis XIV, Sougé-sur-Braye à la Révolution, enfin Sougé.

## Politique et administration

### Découpage territorial
La commune de Sougé est membre de la Communauté d'agglomération Territoires Vendômois, un établissement public de coopération intercommunale (EPCI) à fiscalité propre créé le 1er janvier 2017.
Elle est rattachée sur le plan administratif à l'arrondissement de Vendôme, au département de Loir-et-Cher et à la région Centre-Val de Loire, en tant que circonscriptions administratives. Sur le plan électoral, elle est rattachée au canton du Perche depuis 2015 pour l'élection des conseillers départementaux et à la troisième circonscription de Loir-et-Cher pour les élections législatives.

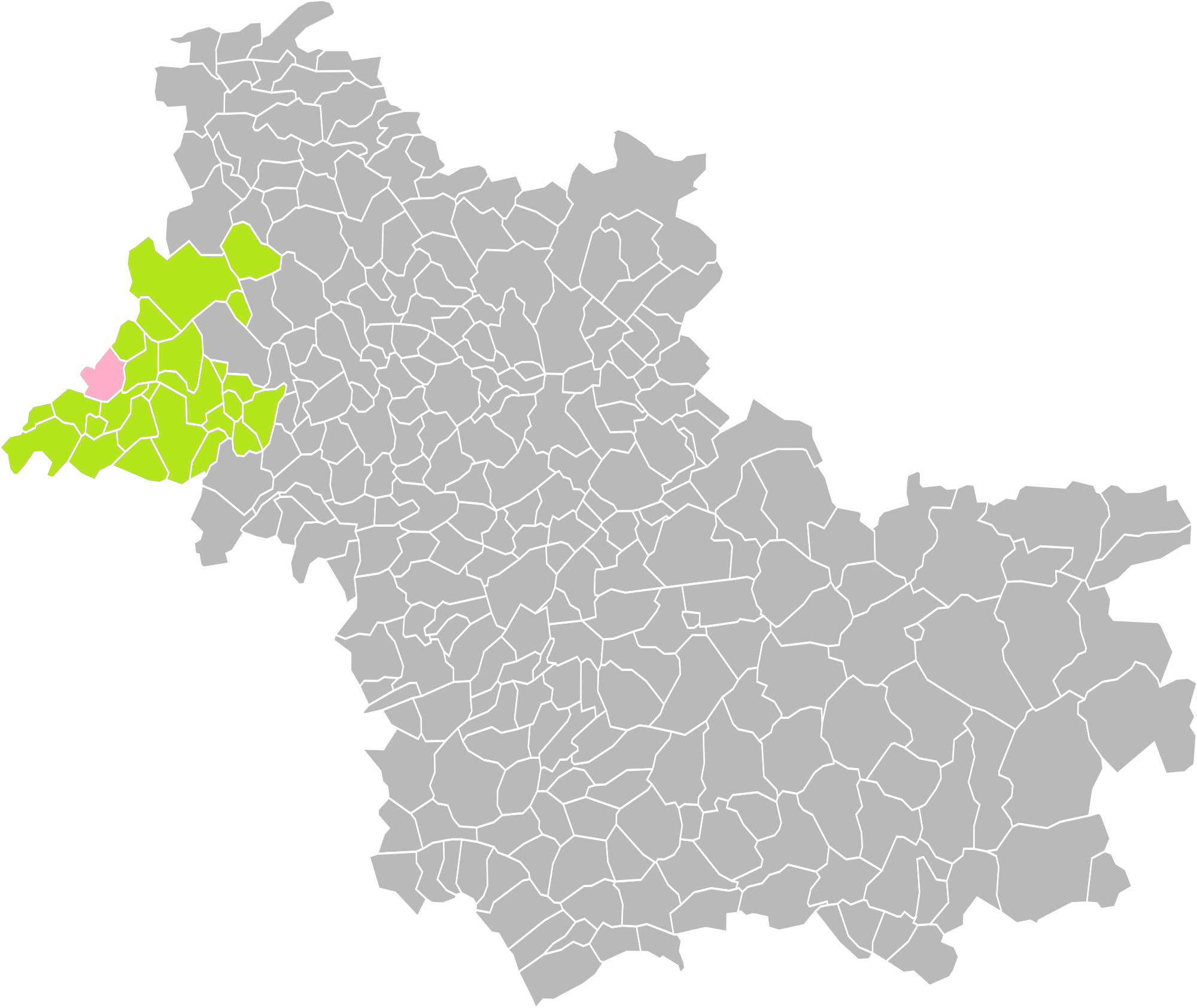
Sougé dans l'intercommunalité en 2016.
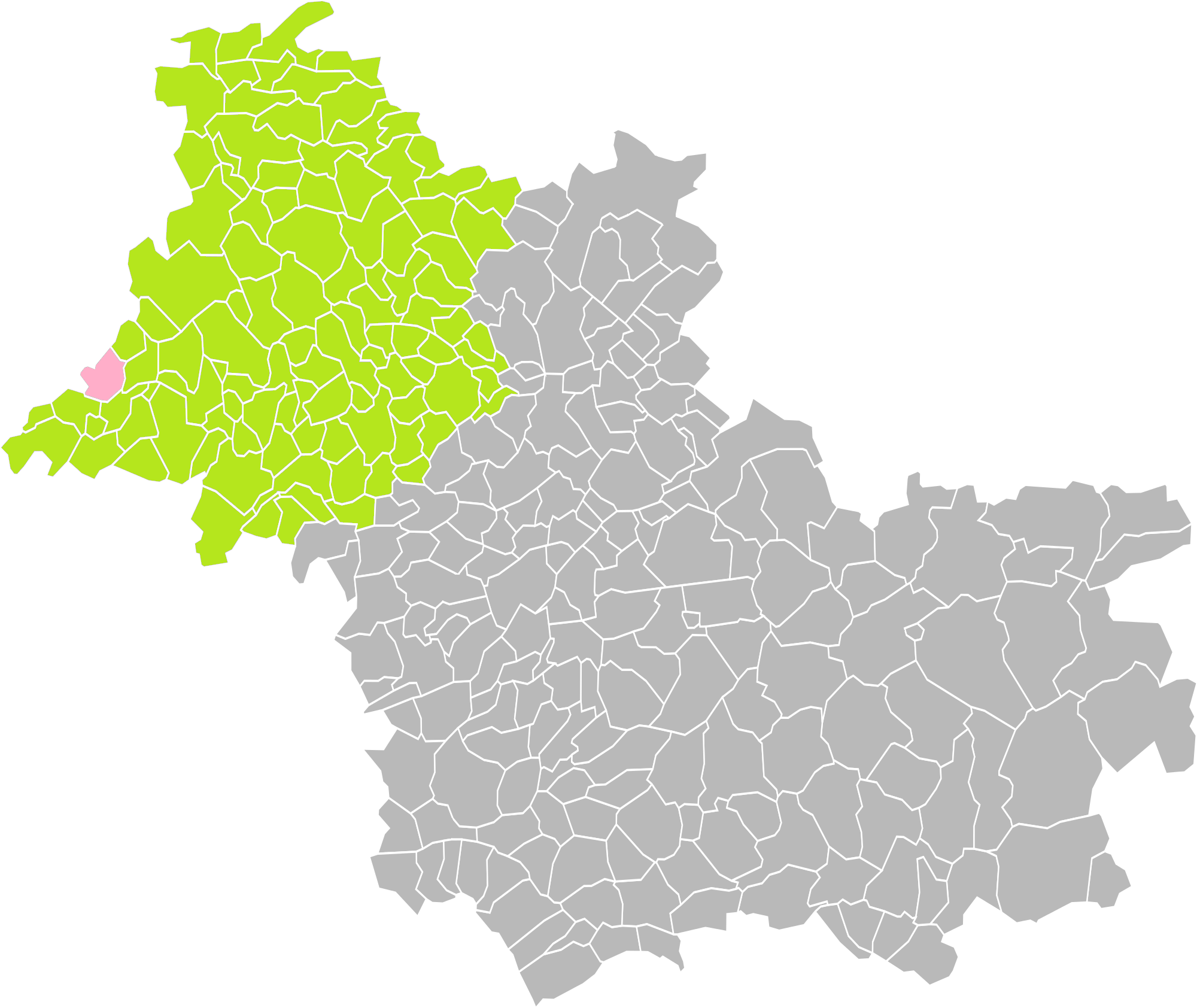
Sougé dans l'arrondissement de Vendôme en 2016.
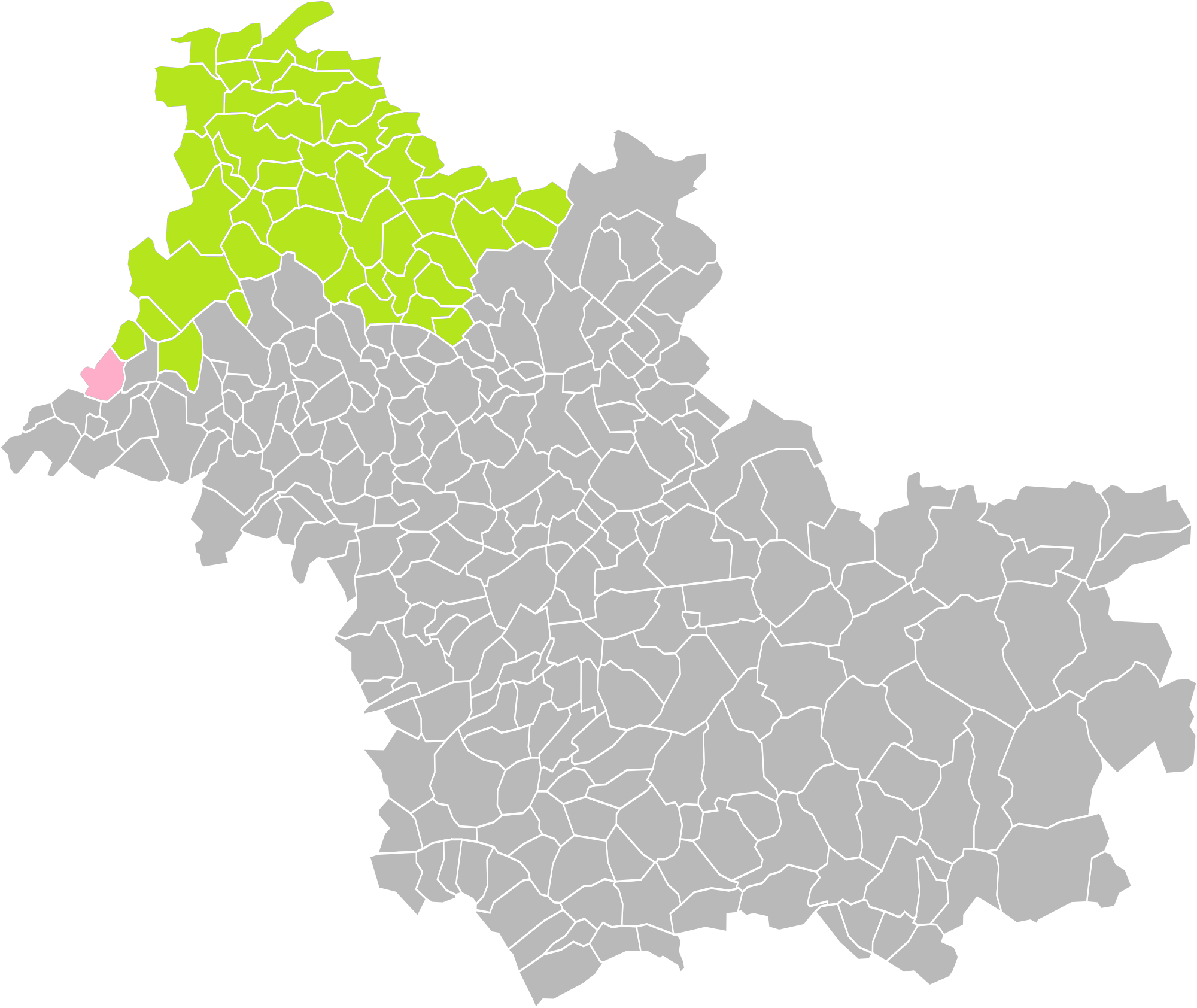
Sougé dans le canton du Perche en 2016.

### Politique et administration municipale

#### Conseil municipal et maire
Le conseil municipal de Sougé, commune de moins de 1 000 habitants, est élu au scrutin majoritaire plurinominal avec listes ouvertes et panachage. Compte tenu de la population communale, le nombre de sièges au conseil municipal est de 11. Le maire, à la fois agent de l'État et exécutif de la commune en tant que collectivité territoriale, est élu par le conseil municipal au scrutin secret lors de la première réunion du conseil suivant les élections municipales, pour un mandat de six ans, c'est-à-dire pour la durée du mandat du conseil.
| Période                                  | Période  | Identité                    | Étiquette     | Qualité                  |
| ---------------------------------------- | -------- | --------------------------- | ------------- | ------------------------ |
| 1792                                     | an IX    | Abbé Louis Pujos            |               | Curé, maire              |
| an IX                                    | 1806     | Pierre-Louis Hogou          |               | Maire                    |
| 1806                                     | 1810     | Bardet-Nivault              |               | Maire                    |
| 1810                                     | 1812     | Gachet                      |               | Maire                    |
| 1812                                     | 1818     | Bardet-Nivault              |               | Maire                    |
| 1818                                     | 1825     | Louis Martin de la Gasnerie |               | Maire                    |
| 1835                                     | 1840     | Bellamy                     |               | Maire                    |
| 1846                                     | 1852     | Audebert                    |               | Maire                    |
| 1852                                     | 1861     | Aveline                     |               | Maire                    |
| 1861                                     | 1869     | Pinaudier                   |               | Maire                    |
| 1869                                     | 1876     | Jean-René Gaudissard        |               | Boulanger, Maire         |
| 1876                                     | 1884     | Aubin                       |               | Maire                    |
| 1884                                     | 1907     | Gabriel Haudebert           |               | Maire                    |
| 1907                                     | 1909     | Jean Courson                |               | Maire                    |
| 1909                                     | 1916     | Dominique Courson           |               | Maire                    |
| 1956                                     | 1965     | Jacques Aubert              |               | Notaire honoraire, maire |
| 1965                                     | 1972     | Elie Monseillier            | PCF           | Postier, maire           |
| mars 2001                                | 2008     | Bernard Bonhomme            | Divers droite | Conseiller général       |
| 2008                                     | En cours | Bernard Bonhomme            | Divers droite | Conseiller général       |
| Les données manquantes sont à compléter. |          |                             |               |                          |

Sougé fait partie de la Communauté de communes des Coteaux de la Braye.

## Population et société

### Démographie

#### Évolution démographique
L'évolution du nombre d'habitants est connue à travers les recensements de la population effectués dans la commune depuis 1793. Pour les communes de moins de 10 000 habitants, une enquête de recensement portant sur toute la population est réalisée tous les cinq ans, les populations de référence des années intermédiaires étant quant à elles estimées par interpolation ou extrapolation. Pour la commune, le premier recensement exhaustif entrant dans le cadre du nouveau dispositif a été réalisé en 2008.

En 2022, la commune comptait 478 habitants, en évolution de +0,63 % par rapport à 2016 (Loir-et-Cher : −1,15 %, France hors Mayotte : +2,11 %).
| 1793  | 1800  | 1806  | 1821  | 1831  | 1836  | 1841  | 1846  | 1851  |
| ----- | ----- | ----- | ----- | ----- | ----- | ----- | ----- | ----- |
| 1 328 | 1 432 | 1 391 | 1 360 | 1 361 | 1 333 | 1 275 | 1 205 | 1 185 |

| 1856  | 1861  | 1866  | 1872  | 1876  | 1881  | 1886  | 1891  | 1896  |
| ----- | ----- | ----- | ----- | ----- | ----- | ----- | ----- | ----- |
| 1 155 | 1 133 | 1 144 | 1 039 | 1 052 | 1 065 | 1 034 | 1 047 | 1 000 |

| 1901 | 1906 | 1911 | 1921 | 1926 | 1931 | 1936 | 1946 | 1954 |
| ---- | ---- | ---- | ---- | ---- | ---- | ---- | ---- | ---- |
| 963  | 917  | 901  | 839  | 770  | 737  | 671  | 675  | 680  |

| 1962 | 1968 | 1975 | 1982 | 1990 | 1999 | 2006 | 2008 | 2013 |
| ---- | ---- | ---- | ---- | ---- | ---- | ---- | ---- | ---- |
| 604  | 570  | 518  | 493  | 462  | 437  | 470  | 480  | 476  |

| 2018 | 2022 | - | - | - | - | - | - | - |
| ---- | ---- | - | - | - | - | - | - | - |
| 482  | 478  | - | - | - | - | - | - | - |

#### Pyramide des âges
La population de la commune est relativement âgée.
En 2018, le taux de personnes d'un âge inférieur à 30 ans s'élève à 27,2 %, soit en dessous de la moyenne départementale (31,3 %). À l'inverse, le taux de personnes d'âge supérieur à 60 ans est de 36,1 % la même année, alors qu'il est de 31,6 % au niveau départemental.
En 2018, la commune comptait 241 hommes pour 241 femmes, soit un taux de 50 % de femmes, légèrement inférieur au taux départemental (51,45 %).
Les pyramides des âges de la commune et du département s'établissent comme suit.
| Hommes | Classe d’âge | Femmes |
| ------ | ------------ | ------ |
| 1,2    | 90 ou +      | 4,1    |
| 9,5    | 75-89 ans    | 8,3    |
| 24,1   | 60-74 ans    | 24,9   |
| 25,7   | 45-59 ans    | 23,2   |
| 11,2   | 30-44 ans    | 13,3   |
| 16,2   | 15-29 ans    | 10,8   |
| 12,0   | 0-14 ans     | 15,4   |

| Hommes | Classe d’âge | Femmes |
| ------ | ------------ | ------ |
| 1,1    | 90 ou +      | 2,6    |
| 9,2    | 75-89 ans    | 11,9   |
| 19,7   | 60-74 ans    | 20,4   |
| 20,7   | 45-59 ans    | 20     |
| 16,5   | 30-44 ans    | 16,2   |
| 15,2   | 15-29 ans    | 13,2   |
| 17,6   | 0-14 ans     | 15,7   |

## Économie

### Secteurs d'activité
Le tableau ci-dessous détaille le nombre d'entreprises implantées à Sougé selon leur secteur d'activité et le nombre de leurs salariés :
|                                                              | total | % com (% dep) | 0 salarié | 1 à 9 salarié(s) | 10 à 19 salariés | 20 à 49 salariés | 50 salariés ou plus |
| ------------------------------------------------------------ | ----- | ------------- | --------- | ---------------- | ---------------- | ---------------- | ------------------- |
| Ensemble                                                     | 35    | 100,0 (100)   | 25        | 10               | 0                | 0                | 0                   |
| Agriculture, sylviculture et pêche                           | 9     | 25,7 (11,8)   | 8         | 1                | 0                | 0                | 0                   |
| Industrie                                                    | 2     | 5,7 (6,5)     | 1         | 1                | 0                | 0                | 0                   |
| Construction                                                 | 6     | 17,1 (10,3)   | 1         | 5                | 0                | 0                | 0                   |
| Commerce, transports, services divers                        | 15    | 42,9 (57,9)   | 14        | 1                | 0                | 0                | 0                   |
| dont commerce et réparation automobile                       | 4     | 11,4 (17,5)   | 3         | 1                | 0                | 0                | 0                   |
| Administration publique, enseignement, santé, action sociale | 3     | 8,6 (13,5)    | 1         | 2                | 0                | 0                | 0                   |
| Champ : ensemble des activités.                              |       |               |           |                  |                  |                  |                     |

Le secteur du commerce, transports et services divers est prépondérant sur la commune (15 entreprises sur 35) néanmoins le secteur agricole reste important puisqu'en proportions (25,7 %), il est plus important qu'au niveau départemental (11,8 %).
Sur les 35 entreprises implantées à Sougé en 2016, 25 ne font appel à aucun salarié et 10 comptent 1 à 9 salariés.
Au 1er juillet 2017, la commune est classée en zone de revitalisation rurale (ZRR), un dispositif visant à aider le développement des territoires ruraux principalement à travers des mesures fiscales et sociales. Des mesures spécifiques en faveur du développement économique s'y appliquent également.

### Agriculture
En 2010, l'orientation technico-économique de l'agriculture sur la commune est la polyculture et le polyélevage. Le département a perdu près d'un quart de ses exploitations en 10 ans, entre 2000 et 2010 (c'est le département de la région Centre-Val de Loire qui en compte le moins). Cette tendance se retrouve également au niveau de la commune où le nombre d'exploitations est passé de 42 en 1988 à 22 en 2000 puis à 13 en 2010. Parallèlement, la taille de ces exploitations augmente, passant de 33 ha en 1988 à 78 ha en 2010.
Le tableau ci-dessous présente les principales caractéristiques des exploitations agricoles de Sougé, observées sur une période de 22 ans :
|                                      | 1988                 | 2000                 | 2010                 |
| Dimension économique                 | Dimension économique | Dimension économique | Dimension économique |
| ------------------------------------ | -------------------- | -------------------- | -------------------- |
| Nombre d'exploitations (u)           | 42                   | 22                   | 13                   |
| Travail (UTA)                        | 34                   | 20                   | 16                   |
| Surface agricole utilisée (ha)       | 1 402                | 1 139                | 1 020                |
| Cultures                             |                      |                      |                      |
| Terres labourables (ha)              | 1 023                | 789                  | 721                  |
| Céréales (ha)                        | 727                  | 410                  | 426                  |
| dont blé tendre (ha)                 | 385                  | 315                  | 269                  |
| dont maïs-grain et maïs-semence (ha) | 204                  | s                    | 31                   |
| Tournesol (ha)                       | 117                  | 60                   | s                    |
| Colza et navette (ha)                | 66                   | 60                   | 71                   |
| Élevage                              |                      |                      |                      |
| Cheptel (UGBTA)                      | 768                  | 691                  | 728                  |

#### Produits labellisés

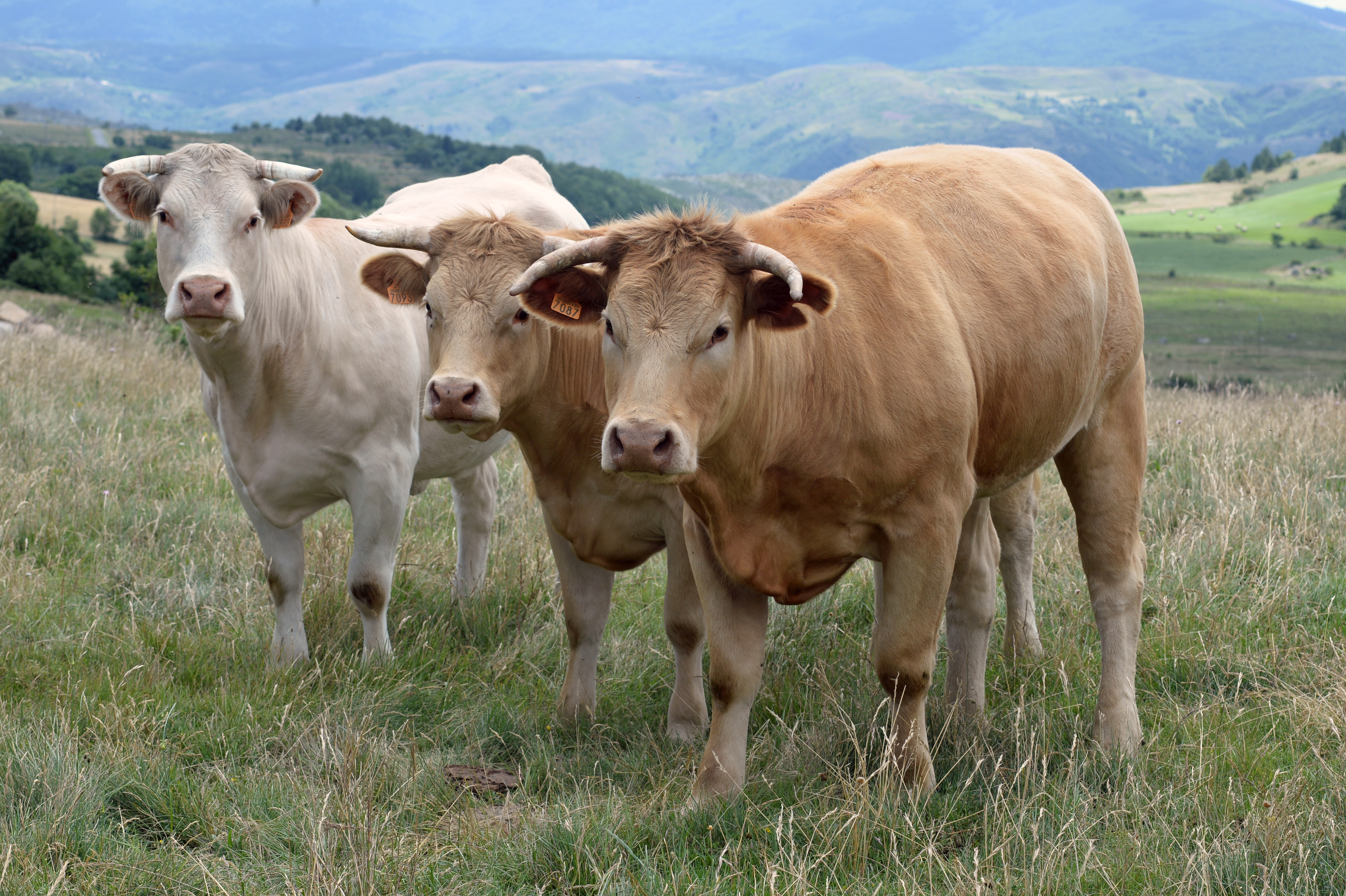
Bœuf du Maine.

La commune de Sougé est située dans l'aire de l'appellation d'origine protégée (AOP) d'un produit : un vin (les Coteaux-du-vendômois).
Le territoire de la commune est également intégré aux aires de productions de divers produits bénéficiant d'une indication géographique protégée (IGP) : le bœuf du Maine, les porcs de la Sarthe, le vin Val-de-loire, les volailles de Loué, les volailles de l’Orléanais, les volailles du Maine et les œufs de Loué,.

## Culture locale et patrimoine

### Lieux et monuments

#### Église duXVesiècle
L'église Saint-Quentin de Sougé date du XVe siècle, soit du temps de la reconstruction du royaume après la guerre de Cent Ans. Toutefois, elle est établie sur des murs d'une construction plus ancienne attendu qu'on lit la date de « 1063 » sur le cintre d'une fenêtre bouchée du côté du jardin ; le roi de France était alors Philippe Ier, de la dynastie des Capétiens directs. Le chœur est garni de stalles du XVe siècle provenant de l'abbaye de la Virginité, près de Fargot. Saint Quentin, évangélisateur de Sougé, est à ce titre le patron de l'église de Sougé. L'érection du chemin de croix s'est faite sous Louis-Philippe Ier, le 2 octobre 1836.

#### Le Camp de César
Le camp romain de Sougé est nommé « Camp de César » dans le pays. Il subsiste encore quelques traces de ce camp sur le plateau dominant le village où il occupait 6 hectares. On distingue encore les restes de la butte (où était établi le castellum) et du fossé.

#### Autres monuments
- Grotte de Saint-Amadour : ancienne chapelle érémitique souterraine creusée dans le roc.
- Le presbytère est une construction du XIIe siècle à fenêtres plein cintre (murées), remanié au XVe siècle (ancien prieuré). Il était situé, à l'époque révolutionnaire, « place de l'arbre de la Liberté ».
- Le collège de Sougé : l'école de Sougé est qualifiée Collège dans un testament de 1697, c'est-à-dire sous Louis XIV.
- Le manoir des Noues est non seulement un manoir, comme l'indique sa dénomination, mais aussi un ancien fief. Le fief des Noues a appartenu à la seigneurie des Roches de Sougé. Il reste des monuments anciens tels qu'un vieux pigeonnier et une tour d'angle aux murs de la cour des Noues. Les douves ont été comblées.
La tradition raconte que le roi François Ier aurait couché aux Noues et accordé au seigneur du lieu le droit de pigeonnier.
- Ancienne ligne de chemin de fer (la ligne Vendôme-Pont de Braye se construit en 1877, c'est-à-dire sous Mac-Mahon).
- Les voies romaines. Deux voies gallo-romaines se croisaient à Sougé : l'une reliait Le Mans à Ternay et passait par un pont sur le Loir ; l'autre reliait Angers-La Flèche à Areines.
- La plaine de Sougé.

### Héraldique
|  | Les armoiries de Sougé se blasonnent ainsi : D'argent aux deux fasces d'azur, à la bande fuselée de gueules senestrée en chef d'une force de tondeur de sable brochant. Création J.P. Fernon (1993). |

### Personnalités liées à la commune de Sougé
L'acteur comique Jean Yanne, qui était le neveu des derniers gardes-barrières de la petite gare de Sougé, M. et Mme Crosnier, a gravé son nom dans le clocher de Sougé avant de réussir, afin que ce geste contribue à lui porter chance et que Sougé se dote de la signature d'une célébrité, car il était sûr de sa réussite.
Son humour décapant lui fit créer le slogan : « Il est interdit d'interdire. », qu'il prononça par dérision lors d'une de ses émissions radiophoniques du dimanche au printemps 1968[réf. nécessaire], et qu'il fut bien étonné d'entendre repris au premier degré par les soixante-huitards.
L'horloger Constant Vénérand Godefroy (1832-1911), né d'un père tisserand et d'une mère fileuse. Moins connu que Jean-Eugène Robert-Houdin, il a cependant réalisé de très belles horloges d'édifices à Blois et autour de Blois, dont une astronomique à complications. D'origine très modeste, il a été élève au petit séminaire de Blois. Son maître d'apprentissage n'est pas connu. De nombreuses recherches restent encore à mener sur cet horloger qui permet de faire un lien au XIXe siècle avec l'horlogerie remarquable des maîtres horlogers du Blaisois des siècles précédents.
L'acteur suisse Thomas Jouannet, dont le père est natif de Blois, habite une maison de campagne sur la commune de Sougé avec son épouse Armelle Deutsch et leurs filles. Enfant, pendant ses vacances, il venait dans la maison des ses parents de Candé-sur-Beuvron pour des soirées festives. Il est également élu de la commission culturelle et aussi secrétaire de Sougé VTT, le service de VTT de la ville.

### Événements
- Le grand vide-grenier du 15-Août.
- Le ball-trap.
- Le rallye Cœur de France (dans les hauts de Sougé vers Bonneveau depuis 2009).
- La foire sougéenne (nouvel évènement depuis 2012).